# Halenia pulchella
Halenia pulchella är en gentianaväxtart som beskrevs av Ernest Friedrich Gilg. Halenia pulchella ingår i släktet Halenia och familjen gentianaväxter. Inga underarter finns listade i Catalogue of Life.